# Elephantinosoma
Elephantinosoma Becker, 1903 è un piccolo genere di insetti della famiglia Ephydridae (Diptera: Schizophora). Il nome del genere deriva da Elefantina, isola del Nilo in cui furono ritrovati gli esemplari classificati da Becker.

## Descrizione
Gli adulti, contrariamente a quanto potrebbe far pensare il nome del genere, sono piccoli moscerini lunghi da poco meno di due millimetri a poco più di 2,5 mm. Morfologicamente sono simili a quelli del genere Allotrichoma.
Il capo è uniformemente sviluppato in altezza e in larghezza ed è rivestito da un denso tomento. Faccia leggermente carenata, con profilo laterale verticale, occhi subrotondi o leggermente ovali, antenne scure, con arista pettinata portante 5-6 peli dorsali e pedicello provvisto di una breve setola dorsale proclinata. La chetotassi cefalica comprende una sola fronto-orbitale reclinata, setole ocellari e verticali ben sviluppate, pseudopostocellari moderatamente sviluppate, facciali deboli, di cui una sola inserita presso la parafaccia, una sola genuale. 
Il torace è di colore marron chiaro o dorato sul mesonoto e grigio o grigio-biancastro sulle pleure. La chetotassi è composta da setole poco sviluppate e chiare. Le acrosticali sono composte da 2-4 file di setoline, leggermente più sviluppate quelle mediali, e da due setole prescutellari ben sviluppate; le dorsocentrali ridotte al solo paio posteriore. Sulla regione dorso-laterale sono presenti una omerale, una postalare, due notopleurali e setoline intralari irregolarmente allineate. Sullo scutello sono presenti due paia di scutellari marginali e setoline sparse nell'area discale. Sull'anepisterno, infine, sono presenti due setole ben sviluppate lungo il margine posteriore e varie setoline chiare nella parte dorsale, mentre mancano del tutto le setole katepisternali. Le ali sono bianco-lattiginose, con nervature giallo-biancastre.
L'addome dei maschi presenta il quinto tergite lungo quanto il terzo e visibile dorsalmente. Quinto sternite poco sclerificato e conformato a U. Cerci fusi lateralmente e ventralmente con l'epandrio, edeago stretto e lungo alla vista laterale e leggermente espanso all'apice, ipandrio stretto e leggermente più lungo dell'edeago.

## Habitat e biologia
Non si hanno informazioni relative alla biologia di questi efidridi. Mathis & Deeming (1987) fornirono un'accurata descrizione dell'ambiente in cui erano stati raccolti gli esemplari esaminati, una riva sabbiosa in prossimità di un ecosistema acquatico leggermente salmastro. Senza formulare ipotesi sulla biologia, i due Autori hanno sottolineato la presenza di abbondante materia organica in decomposizione, di origine sia vegetale sia animale.

## Filogenesi e sistematica
Pur in assenza di un lavoro organico e completo relativo alla filogenesi, il genere Elephantinosoma è stato in più occasioni messo in stretta relazione con Allotrichoma sensu lato, ovvero Allotrichoma e i taxa storicamente considerati sottogeneri o generi affini. Questi taxa, in passato, trovavano collocazione nella tribù degli Atissini, ma dagli inizi degli anni novanta sono raggruppati nella tribù degli Hecamedini, considerata filogeneticamente distante dagli Atissini.
Mathis & Deeming (1987) svilupparono un'analisi cladistica di Elephantinosoma basata su Allotrichoma sensu lato, compreso Pseudohecamede, e Hecamede. Il carattere monofiletico di Elephantinosoma si baserebbe comunque sulle seguenti apomorfie:
- assenza di setole fronto-orbitali proclinate;
- assenza di setole katepisternali.

Sono invece caratteri di convergenza con la tribù Atissini o, meglio, con i generi presi a confronto i seguenti:
- riduzione o assenza della setola presuturale;
- riduzione nel numero e delle dimensioni delle strutture tricoidi acrosticali e dorsocentrali.

In occasione di questo lavoro, gli Autori ipotizzarono per la prima volta una relazione di parentela fra i generi Elephantinosoma da un lato e Allotrichoma e Hecamede dall'altro, ma sottolinearono anche l'incertezza in merito al gruppo più strettamente correlato a Elephantinosoma.
Nel 1991, Mathis istituì la nuova tribù degli Hecamedini, inserendovi Elephantinosoma, Hecamede, Allotrichoma sensu lato e Diphuia. Nell'occasione, Mathis propone un cladogramma che vede Elephantinosoma come linea divergente in rapporto al resto dei generi considerati affini:
|  | Elephantinosoma                                                                     |
|  |                                                                                     |
|  | \| \| Eremotrichoma + Hecamede \| \| \| \| \| \| Diphuia + Allotrichoma \| \| \| \| |
|  |                                                                                     |
|  | Eremotrichoma + Hecamede                                                            |
|  |                                                                                     |
|  | Diphuia + Allotrichoma                                                              |
|  |                                                                                     |

|  | Eremotrichoma + Hecamede |
|  |                          |
|  | Diphuia + Allotrichoma   |
|  |                          |

Il cladogramma di Mathis (1991), a distanza di un ventennio, non sarebbe del tutto soddisfacente in quanto andrebbero riviste le relazioni fra Hecamede, Diphuia e Allotrichoma (Mathis & Marinoni, 2010), tuttavia non ci sarebbero nuovi sviluppi relativi alle relazioni filogenetiche di Elephantinosoma.
Due sono le specie comprese in questo genere:
- Elephantinosoma chnumi Becker, 1903
- Elephantinosoma cogani Mathis & Deeming, 1987

## Distribuzione
Il genere ha una distribuzione circoscritta alle regioni meridionali del Paleartico occidentale e a quelle settentrionali dell'ecozona afrotropicale, dal Mar Mediterraneo al Sahel.
La specie tipo, E. chnumi, è stata ritrovata in diverse stazioni del Nordafrica, del Sahel e del Medio Oriente (Egitto, Sinai, Israele, Sudan, Niger, Marocco). Il ritrovamento di E. cogani è invece limitato ad un solo sito del nord della Nigeria, sulle rive del Lago Ciad.